# Civitaquana
Civitaquana – miejscowość i gmina we Włoszech, w regionie Abruzja, w prowincji Pescara.
Według danych na rok 2004 gminę zamieszkuje 1391 osób, 66,2 os./km².